# Arcidiecéze hamburská
Arcidiecéze hamburská (lat. Archidioecesis Hamburgensis) je římskokatolická arcidiecéze, která se nachází na severu Německa, sídlem arcibiskupa je Hamburk. Spolu s diecézemi hildesheimskou a osnabrückskou tvoří hamburskou církevní provincii. Sídelní katedrálou je Katedrála Panny Marie v Hamburku.

## Arcibiskupové hamburské arcidiecéze
- Ludwig Averkamp (1994–2002)
- Werner Thissen (2002–2014)
- Stefan Heße (2015–)